# 톰 킴
톰 킴(Tom Kim, 본명 김유근)은 한국계 미국인의 의사, 인도주의자이다. 그의 전문 진료는 암치료로 빈민들 위해서 테네시주 녹스빌에 Free Medical Clinic of America이라는 무료 클리닉을 운영한다. 주로 의료보험이 없는 가정을 돕기 위한 취지이다. 2010년 10월 27일에 대한민국의 국민훈장을 받았다.

## 저서
- Five Fingers: The Story of the Free Medical Clinic of America[3]